# 和え物

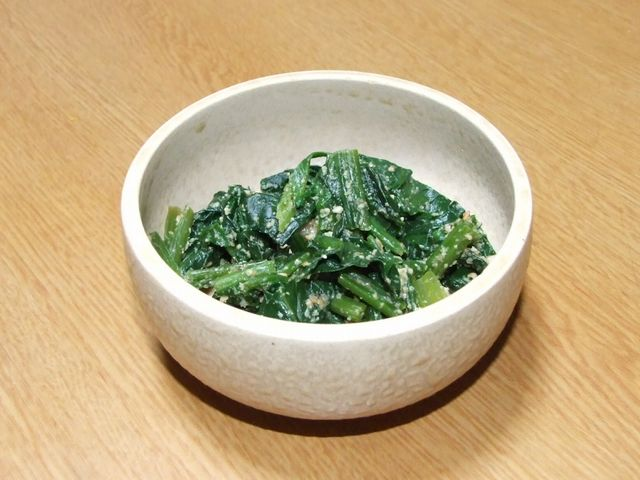
ホウレンソウの胡麻和え

和え物（あえもの）は、食材に調味料など味を加えるものを入れて混ぜ合わせたものをいう。広義には、なます、酢の物、浸し物なども含むが、一般的には和え衣（調味液・加味品）とともに混ぜ合わせた料理をいう（狭義の和え物）。以下では狭義の和え物について述べる。

## 構成
和え物は、一般的には何らかの下処理をした食材を和え衣とともに和えた（混ぜ合わせた）料理である。日本料理では代表的な副菜の一つである。
下処理をした主たる食材（和えられる食品）を、和え種、タネ、かやく、具などという。和え種となる材料はあらかじめ洗う、切る、茹でる、煮る、炒めるなどの下処理を行う。
一方、和える食品は和え衣、衣、和え代、調味液、加味品などという。和え衣に使用される食材の種類も、種実類、豆類、野菜類、魚介類、卵類、果実類、芋類、海草類、乳類など多様で、これらをそのままか、炒る、摺る、裏漉す、おろすなどの調理操作を加えてから和える。
代表的な和え物に、芥子和え、木の芽和え、酢味噌和え、胡麻和えなどがあり、豆腐を使った白和え、大根を使ったおろしあえ、枝豆を使ったずんだあえなど和え衣の種類に応じた名称がある。
材料は、熱いまたは温かいものは決して使用しない、また、和える前に材料の水気を切るのが鉄則である。

## 代表的な和え物
辛子和え（からしあえ）
茹でた青菜、ナス、肉などをからし醤油で和えたもの
味噌和え（みそあえ）
野菜類、イカなどを味噌（胡麻やネギなどを加える場合もある）で和えたもの
木の芽和え（きのめあえ）
筍、山菜、イカなどを木の芽味噌（白味噌、刻んだ木の芽（若い山椒の葉）と味醂を合せたもの）で和えたもの。春の季語。
酢味噌和え（すみそあえ。ぬた、掻き和え）
さっと茹でたネギ、ほうれん草、ノビル、ワカメ、青柳（バカガイ）、タコ、マグロの赤身などを酢味噌（好みでカラシも）で和えたもの。
梅和え（うめあえ）（梅肉和え（ばいにくあえ））
茹でた鶏肉、キュウリなど（下味することも多い）を崩した梅干で和えたもの（大葉などを散らすこともある）
胡麻和え（ごまあえ）（胡麻よごし（ごまよごし））

茹でた青菜、山菜、野草などを、軽く擂った胡麻と醤油、味醂で和える他
レンジを使った、お手軽レシピも普及している。
白和え（しらあえ）
茹でて下味（醤油、味醂、出汁）した青菜、コンニャク、もどしたヒジキなどと、搾って潰した（裏漉しすればなお良い）豆腐と和える（擂り胡麻や砕いたクルミを加える人もある）。料理店の場合、中身をくりぬいたユズの実や柿の実に盛ることもある。ホウレンソウなど単品の野菜を和える場合もある。
飛騨高山地方での精進料理や懐石料理に供される生盛膾（いけもりなます）は、茹でたり煮付けたりした山菜や野草、タケノコ、生野菜、さらには抹茶羊羹や寒天を具として、白和えと同じ豆腐をベースとしたソースで和えた野菜料理。ただし、上記の白和えと異なり、食べる人が直前に和えるのが大きな特徴である。精進料理の場合には、刺身代わりとして出される事が多い。
山葵和え（わさびあえ）
茹でた青菜、海の幸を山葵醤油等で和えたもの。
青和え（あおあえ）
青豆などをすって和えたもの。
卯の花和え（うのはなあえ。きらずあえ、吹雪あえ、からまぶし、雪花あえ）
膾の魚や野菜等をおからで和えたもの。
おろし和え
大根おろしで和えたもの。
切和え
フキの若葉を刻み焼味噌で和えたもの
芥子和え（けしあえ）
ケシの実で和えたもの
鉄砲和え（てっぽうあえ）
ネギを和えたもの
磯部和え（いそべあえ）
のりで和えたものを和え衣に用いた和え物。